# إميلي هان
إيملي هان (بالإنجليزية: Emily Hahn) صحفية وكاتبة وروائية أمريكية ولدت في 14 يناير 1905م في سانت لويس بولاية ميسوري، وتوفيت في 18 فبراير 1997م في مانهاتن، نيويورك.

## روابط خارجية
- إميلي هان على موقع ديسكوغز (الإنجليزية)

- مؤلفات Emily Hahn في مشروع غوتنبرغ
- أعمال أو نبذة عن إميلي هان على أرشيف الإنترنت